# ジブラルタルの岩
ジブラルタルの岩（ジブラルタルのいわ、英: Rock of Gibraltar、The Rock（ザ・ロック）、羅: Calpe、阿:  جبل طارق、Jabal Tariq（ターリクの山）、西: Peñón de Gibraltar）は、ヨーロッパのイベリア半島南端にあたるジブラルタルにある、岬をなす一枚岩の石灰岩。高さ426メートル。この地域はイギリスの海外領土であり、スペインと国境を接する。ジブラルタルの主権は、スペイン継承戦争の後、1713年にユトレヒト条約によってスペインからイギリスに移った。2002年時点で、イギリスとスペインは「この山を巡る何世紀にもわたる領有権問題に終止符を打つ」べく協議している。山頂近くの殆どは自然保護区となっており、約250頭のバーバリーマカク（猿）の生息地となっている。これらの猿と、迷宮のような地下道網は、毎年多くの観光客を呼び寄せている。
ザ・ロックは、ジブラルタル海峡を挟んだ対岸の北アフリカのモンテ・アチョあるいはジェベル・ムーサーと共にヘラクレスの柱をなし、古代ローマ人から「カルプ山」と呼ばれていた。かつてここは世界の最果てとみなされ、その神話は元はフェニキア人が育んだものである。

## 地質
ザ・ロックは岬をなす一枚岩であり、ひっくり返った褶曲が深く侵食し、各所に断層が生じている。ザ・ロックを構成する堆積岩地層は、天地逆にひっくり返っており、古い地層が新しい地層の上に横たわっている。これらの地層はカタラン・ベイ頁岩層（最新）、ジブラルタル石灰岩、リトル・ベイ頁岩層（最古）、ドックヤード頁岩層（年代不明）である。これらの地層は著しく断層が生じ、変形している。
カタラン・ベイ頁岩層は、殆どが頁岩からなる。これは、茶色の石灰質の砂岩、柔らかい頁岩質の砂岩と濃紺の石灰岩が交互に重なった層、緑がかった灰色の泥灰岩と濃い灰色のチャートが交互に重なった層からなる。カタラン・ベイ頁岩層には、同定はできないがウニの棘、ベレムナイト類のかけら、稀にジュラ紀前期のアンモナイトも見られる。
ジブラルタル石灰岩には、灰色がかった白あるいは薄灰色の、目の詰まった、時にきれいに結晶化した、中程度あるいは厚い石灰岩と苦灰岩からなり、そこにはチャートの薄い層を挟む。この地層は、ザ・ロックの約 3/4 を占める。地質学者たちはここから、原型をとどめず激しく侵食・変形した様々な海洋生物の化石を発見してきた。ジブラルタル石灰岩で発見された化石には、様々な腕足動物、サンゴ、ウニのかけら、（アンモナイトを含む）腹足綱、二枚貝、ストロマトライトがある。これらの化石は、ジブラルタル石灰岩が堆積したのがジュラ紀前期であることを示す。
リトルベイ頁岩層とドックヤード頁岩層がザ・ロックに占める割合は非常に小さい。リトルベイ頁岩層は、紺色がかった暗灰色の、化石を含まない頁岩であり、グリット、泥岩、石灰岩の薄い層との互層になっている。これはジブラルタル石灰岩により先に形成された。ドックヤード頁岩層は年代不明のまだらの頁岩で、ジブラルタルの造船所と護岸構造物の下に横たわっている。
これらの地層は、1億7500万年〜2億年前のジュラ紀初期の間に堆積したものであるが、これが現在のように地表に現われたのは約500万年前のことである。アフリカプレートがユーラシアプレートと激しく衝突した時、地中海は湖となり、メッシニアン塩分危機の間、長い年月をかけて完全に干上がっていった。その後、大西洋はジブラルタル海峡から流れ込み、地中海を形成した。ザ・ロックは、南東イベリアを特徴づける山脈であるベチック・コルジレラの一部となっている。

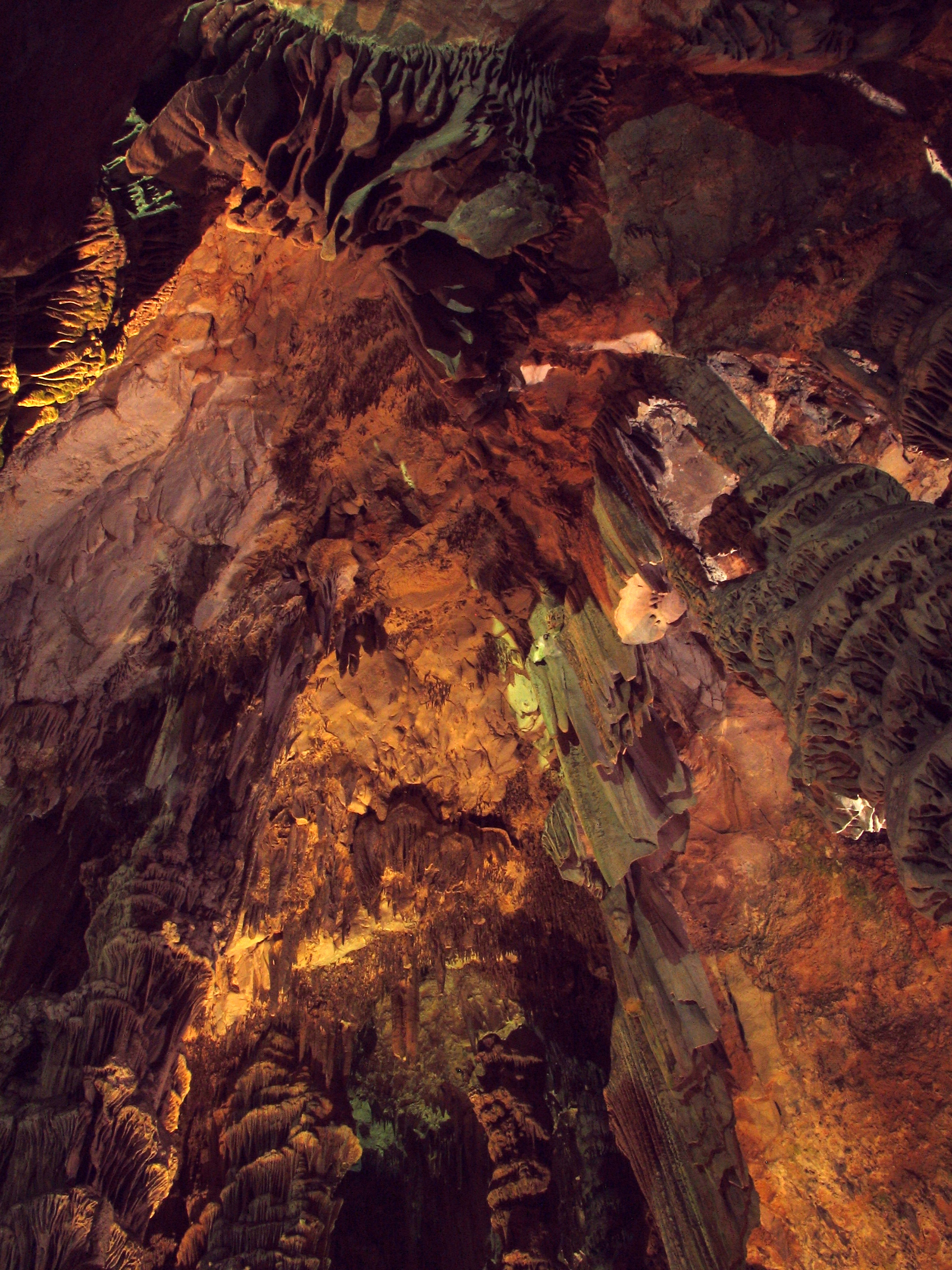
サン・マイケル洞窟の内部

今日、ザ・ロックはスペイン南岸からジブラルタル海峡へ突き出た半島を形成している。この岬は、最高3メートルの砂洲で本土とつながる陸繋島である。ザ・ロックの北面は、海面高度から標高411.5メートルのロック・ガン砲台まで垂直に切り立っている。ザ・ロックの最高地点は、海峡を見下ろすオハラ砲台の標高426メートルである。ザ・ロックの中心部にある頂点はシグナル・ヒルと言い、標高387メートルである。ザ・ロックの東側は殆ど崖になっており、その下の風が吹きつける一続きの砂の傾斜地は海面が今より低かった氷期まで遡る。ザ・ロックの基部から東へは砂の平地が延びている。ジブラルタルの町がある西面は、比較的傾斜が緩やかである。

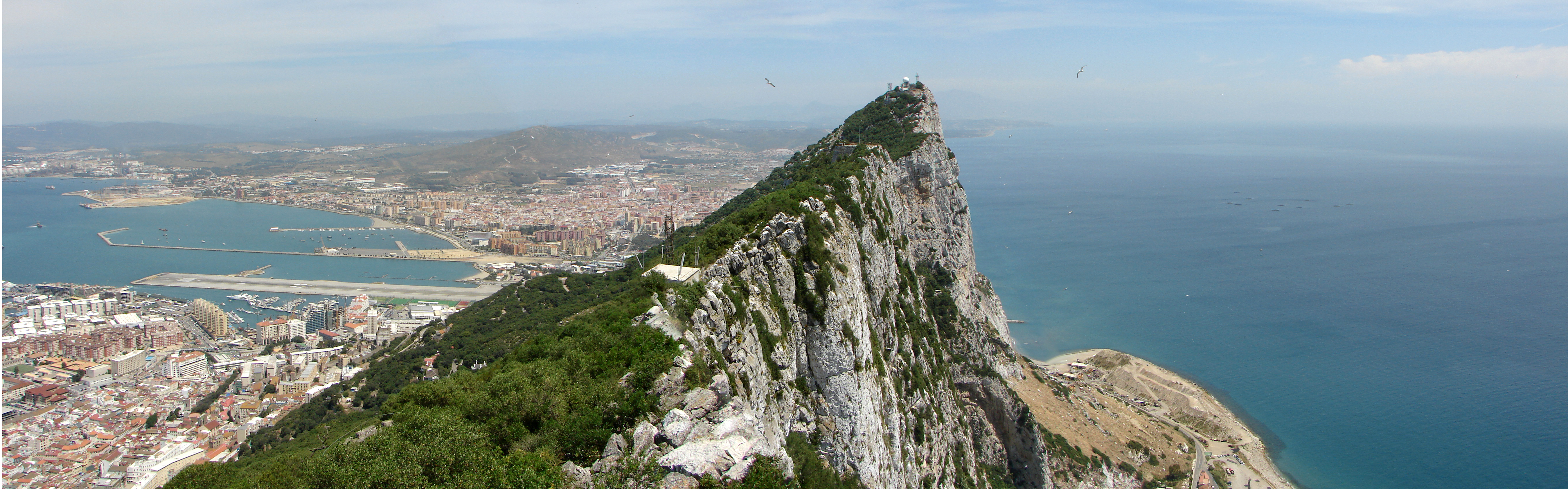
ザ・ロックの頂上から北を望んだパノラマ写真

石灰岩を形成する方解石は、雨水で徐々に溶かされる。時間の経過で洞窟を形成する。これにより、ザ・ロックには100以上の洞窟が存在する。ザ・ロックの西斜面中程にあるサン・マイケル洞窟は、その中でも最も有名なもので、観光名所になっている。
ゴーラム洞窟は、ザ・ロックの険しい東斜面の海面近くにある。ここには岩石刻画などがあり、考古学的発掘調査の結果、3万年前にネアンデルタール人が住んでいた証拠が見つかったという点で特記すべきものである。また洞窟内（及び周辺）で見つかった植物、鳥類や海洋動物の遺物は、ネアンデルタール人たちが非常に多様な飲食物を摂っていたことを示しており、特に重要である。

## 歴史

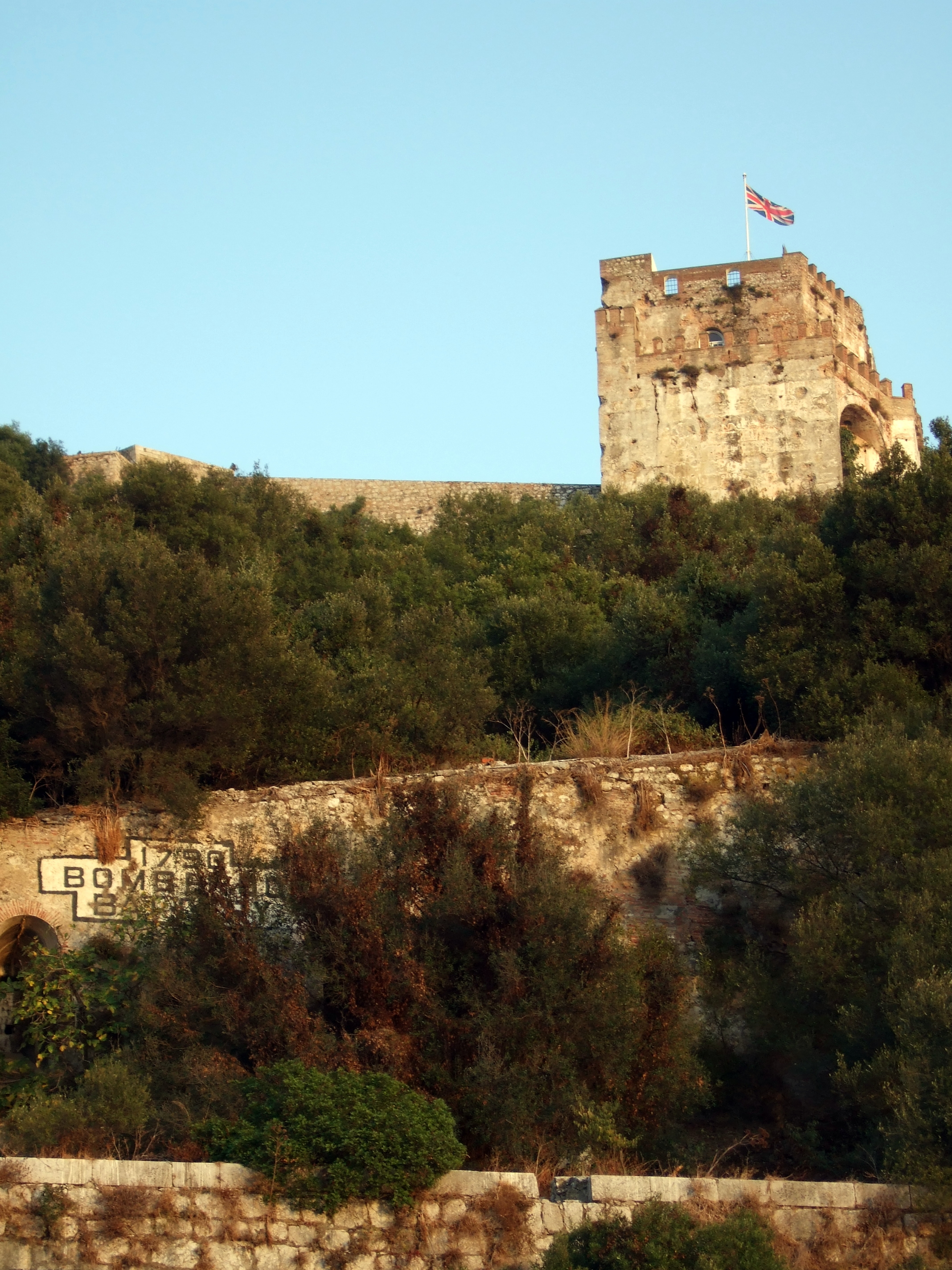
英国旗をはためかせるムーア城

### ムーア城
ムーア城は、710年間にわたりジブラルタルを支配したムーア人の遺物である。この遺物の主建築物は、タワー・オブ・ハミッジであり、これは煉瓦と、tapia と呼ばれる非常に硬いコンクリートからなる、がっしりした建物である。塔の上部には、以前の居住者たちの住居およびムーア浴場がある。
ムーア城は今もザ・ロックの別名として名を残すベルベル人の首領ターリク・イブン・ズィヤードが初めてザ・ロックに足を踏み入れた711年に建てられた。17世紀トレムセンの歴史家マッカリーによると、ターリクは上陸の際、自らの船団を焼き払ったという。

### 地下道

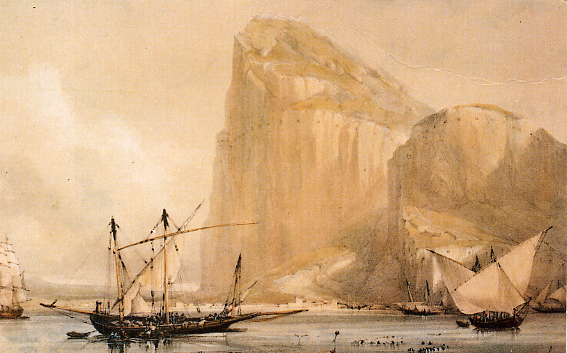
湾から見た見たザ・ロック北面の崖（1810年頃）。崖に並んだ銃眼が見える。

ザ・ロックならではの呼び物の一つは、Galleries（地下道網）あるいは Great Siege Tunnels（大包囲戦トンネル）と呼ばれる地下トンネル網である。
それらのうち最初のものは、ジブラルタル包囲戦（1779年 - 1783年）の終わりにかけて掘られた。攻城戦を通じて守備隊を指揮したエリオット将軍（のちヒースフィールド卿）は、ザ・ロックの北面下の平地にいるスペイン軍の砲列に側面から砲撃できないものかと気を揉んでいた。そして王立工兵のインス軍曹の提案により、ウィリス砲台の上から、北面にある天然の突出部「ザ・ノッチ」まで連絡すべく、トンネルを掘らせた。そこに砲台を築くという計画であった。当初はこのトンネルに銃眼用の穴を開ける計画は無かったが、換気用の穴が必要だと分かり、穴が開けられるとすぐにそこへ大砲が据えられた。包囲戦が終わるまでに、イギリス軍は同様の銃眼用の穴を6箇所開け、4門の大砲を据えた。
観光客が訪れる地下道は、同様の意図で後年に掘られたもので、1797年に完成した。これらは、いくつかの広間、銃眼、通路からなるネットワークであり、総延長はほぼ304メートルである。それらから、ジブラルタル湾、地峡、スペインにおよぶ独特の景観を目にすることができる。

### 第二次世界大戦とその後
1939年に第二次世界大戦が発生すると、当局は一般市民をモロッコ、イギリス、ジャマイカ、マデイラ諸島へ避難させ、これにより軍は、起こりうるドイツ軍の攻撃に対しジブラルタルを要塞化することができた。1942年には、3万人以上のイギリス軍兵士、水兵、航空兵がザ・ロックにいた。彼らはトンネル網を拡充し、ザ・ロックを地中海への航路防衛における要石とした。
1997年2月、イギリス軍がトレーサー作戦という秘密計画を持っていたことが明らかになった。これはドイツ軍に占領された場合、ザ・ロックの下のトンネルに兵士らを隠しておくというものだった。そこでは、部隊は敵の動きを報告するために無線設備を使う予定だった。6人編成のチームが2年半の間、ジブラルタルに秘密裏に待機した。しかしドイツ軍がここを占領しに近づくことはなく、彼らが岩の中に移ることもなかった。このチームは戦争が終わると解散し、一般市民に戻った。

### 難攻不落
長い包囲戦の歴史の中で、ザ・ロックとそこの人々を打ち負かせたものはいないように思われる。これにより、克服不能かつ不動の人物や状況を指す「堅きことジブラルタルの岩の如し」という言葉が生まれた。ラテン語で "Nulli Expugnabilis Hosti"（いかなる敵も我らを退かし得ず）はジブラルタル連隊 、時にはジブラルタルそのもののモットーとされるが、それはこの難攻不落さを表したものである。国際的な金融グループであるプルデンシャル・ファイナンシャルグループはこのイメージを利用して、1896年からザ・ロックをロゴとして使用している。また傘下企業の一つジブラルタ生命保険はジブラルタルのザ・ロックを元として名付けられている。

### 著名人の結婚
ジョン・レノンとオノ・ヨーコは1969年3月20日にジブラルタルで結婚。ジョン・レノンが結婚の場所をここに選んだ理由は明確にされていないが、英語の諺である"As safe as the Rock"(ジブラルタルの岩のように安心)。数百年もの間、ヨーロッパを見守り続けた岩と永遠の愛をかけたのかもしれない。

## 山頂近辺の自然保護
ジブラルタルの陸上部分の約40パーセントは1993年に自然保護区に指定された。

### 動植物相

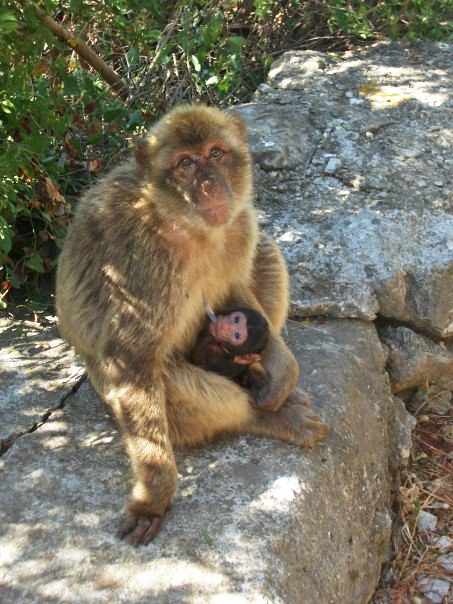
ザ・ロックの地中海階段状地 (Mediterranean Steps) で自らの子供に授乳する雌のバーバリーマカク

アッパー・ロック自然保護区（山頂近辺の自然保護区）の動植物相は、生態保全の対象として法律で保護されている。ここには様々な動植物がいるが、有名なのがバーバリーマカク（ジブラルタルのバーバリーマカク）、チャエリイワシャコ、ジブラルタル特有のCerastium gibraltaricum（英名Chickweed、ハコベの仲間）、タイム、ジブラルタルキャンディタフトといった花である。バーバリーマカクたちの祖先は、北アフリカから逃れてスペインに渡ったものかもしれない。あるいは、550万年前まで遡る鮮新世の間、南ヨーロッパ全体に分布したとされる種族の生き残りかもしれない。3頭のバーバリーマカクを飼っているアラメダ野生生物保護公園は、ザ・ロックの動物のうちのいくつかを再移入してきている。

#### 鳥
ジブラルタル海峡に突き出たザ・ロックは際立った突端となっており、渡りの季節には渡り鳥たちが集まってくる。南イベリア半島では独特となるザ・ロックの植生は、海と砂漠を越えて渡りを続ける前に羽を休めて腹ごしらえをする各種の渡り鳥たちに一時の棲家を提供する。春になると彼らは戻ってきて、西ヨーロッパ、グリーンランド、ロシアへと旅を続けてゆく。
バードライフ・インターナショナルはザ・ロックを重要野鳥生息地と認定している。理由として第一に、毎年海峡を渡る25万羽と見積もられる猛禽類たちにとって渡りの要地となっている点、第二にチャエリイワシャコとヒメチョウゲンボウの繁殖を支えている点が挙げられる。

## 世界遺産
ザ・ロックの東斜面の海面近くに位置するゴーラム洞窟には、狩猟の痕跡、装飾用の羽毛および岩刻などのネアンデルタール人が住んでいた証拠が見つかったため、2016年にユネスコの世界遺産に登録された。

### 登録基準
この世界遺産は世界遺産登録基準のうち、以下の条件を満たし、登録された（以下の基準は世界遺産センター公表の登録基準からの翻訳、引用である）。
- (3) 現存するまたは消滅した文化的伝統または文明の、唯一のまたは少なくとも稀な証拠。